# Omorgus freyi
Omorgus freyi är en skalbaggsart som beskrevs av Haaf 1954. Omorgus freyi ingår i släktet Omorgus och familjen knotbaggar. Inga underarter finns listade i Catalogue of Life.